# Janice Hahn
Janice Kay Hahn, née le 30 mars 1952 à Los Angeles (Californie), est une femme politique américaine, élue démocrate de Californie à la Chambre des représentants des États-Unis de 2013 à 2017.

## Biographie

### Jeunesse et carrière politique locale
Janice Hahn est originaire de Los Angeles. Son père Kenneth Hahn (en) était un populaire conseiller du comté de Los Angeles. Après des études à l'Abilene Christian University, elle devient enseignante. Elle se présente sans succès au conseil municipal de Los Angeles en 1993. Elle est élue à la commission sur la réforme de la charte de la ville en 1997.
En 1998, elle est candidate à la Chambre des représentants des États-Unis dans le 36e district de Californie. Dans cette circonscription de la South Bay, elle entend succéder à la démocrate Jane Harman, candidate au poste de gouverneur de Californie. Le district tend cependant légèrement en faveur des républicains,. Elle est battue de justesse par le républicain Steven Kuykendall (en), élu de l'Assemblée de Californie (46,6 % des voix contre 48,9 %).
Elle entre finalement au conseil municipal de Los Angeles en 2001 lorsqu'elle est élue dans le 15e district, qui s'étend de Watts à San Pedro et Wilmington. Elle représentait déjà ce district à la commission sur la réforme de la charte de la ville. Le même jour, son frère James est élu maire de Los Angeles. Elle siège au conseil municipal pendant dix ans.
Elle se présente au poste de lieutenant-gouverneur de Californie en 2010. Moins connue que son adversaire Gavin Newsom, les sondages la donnent battue par le maire de San Francisco. C'est effectivement Newsom qui remporte la primaire démocrate au mois de juin puis l'élection générale en novembre.

### Représentante des États-Unis
En 2011, elle est candidate à la Chambre des représentants fédérale lors d'une élection partielle organisée à la suite de la démission de Jane Harman. Le 36e district s'étend désormais de Venice à San Pedro et est favorable aux démocrates. Alors que les journalistes et les analystes politiques s'attendent à un affrontement entre Hahn et la secrétaire d'État démocrate Debra Bowen (en), c'est le républicain Craig Huey qui arrive deuxième de la primaire devant Bowen. Les voix de la gauche démocrate se sont en effet dispersées entre Bowen et la militante anti-guerre Marcy Winograd,. Le 12 juillet 2011, Hahn est élue représentante des États-Unis avec 54,6 % des suffrages face à Huey.
Après un redécoupage des circonscriptions, elle se présente en 2012 dans le 44e district de Californie. Elle est élue pour un premier mandat complet en en rassemblant 60,2 % des voix face à une autre démocrate, Laura Richardson. En 2014, elle est réélue avec 86,7 % des suffrages devant un candidat du Parti paix et liberté, qui avait reçu seulement cinq voix lors de la primaire.

### Retour à la politique locale
En février 2015, elle annonce qu'elle ne sera pas candidate à sa réélection en 2016 pour se présenter au conseil des superviseurs du comté de Los Angeles. Elle soutient le sénateur Isadore Hall III pour lui succéder à la Chambre des représentants, celui-ci sera cependant battu. Candidate dans le district no 4 du comté, elle arrive en tête du premier tour avec 47 % des voix. Elle devance le républicain Steve Napolitano (37 %), assistant du sortant Don Knabe, et le démocrate Ralph Pacheco. En novembre, elle est élue avec 56 % des suffrages.